# 霍尔瓦
霍尔瓦，是西班牙加泰罗尼亚巴塞罗那省的一个市镇。总面积31平方公里，总人口605人（2001年），人口密度20人/平方公里。